# Nòdul polimetàl·lic
Els nòduls polimetàl·lics, també dits nòduls de manganès o nòduls marins, són concrecions rocoses del fons del mar formades per capes concèntriques de ferro i hidròxid de manganès al voltant d'un nucli. El nucli pot ser microscòpicament petit i de vegades completament transformat en minerals de manganès per cristal·lització. Quan és visible a ull nu, pot ser una minúscula closca de microfòssils (de radiolaris o foraminífers), una dent de tauró fosfatada, residus de basalt o fins i tot fragments de nòduls formats abans.

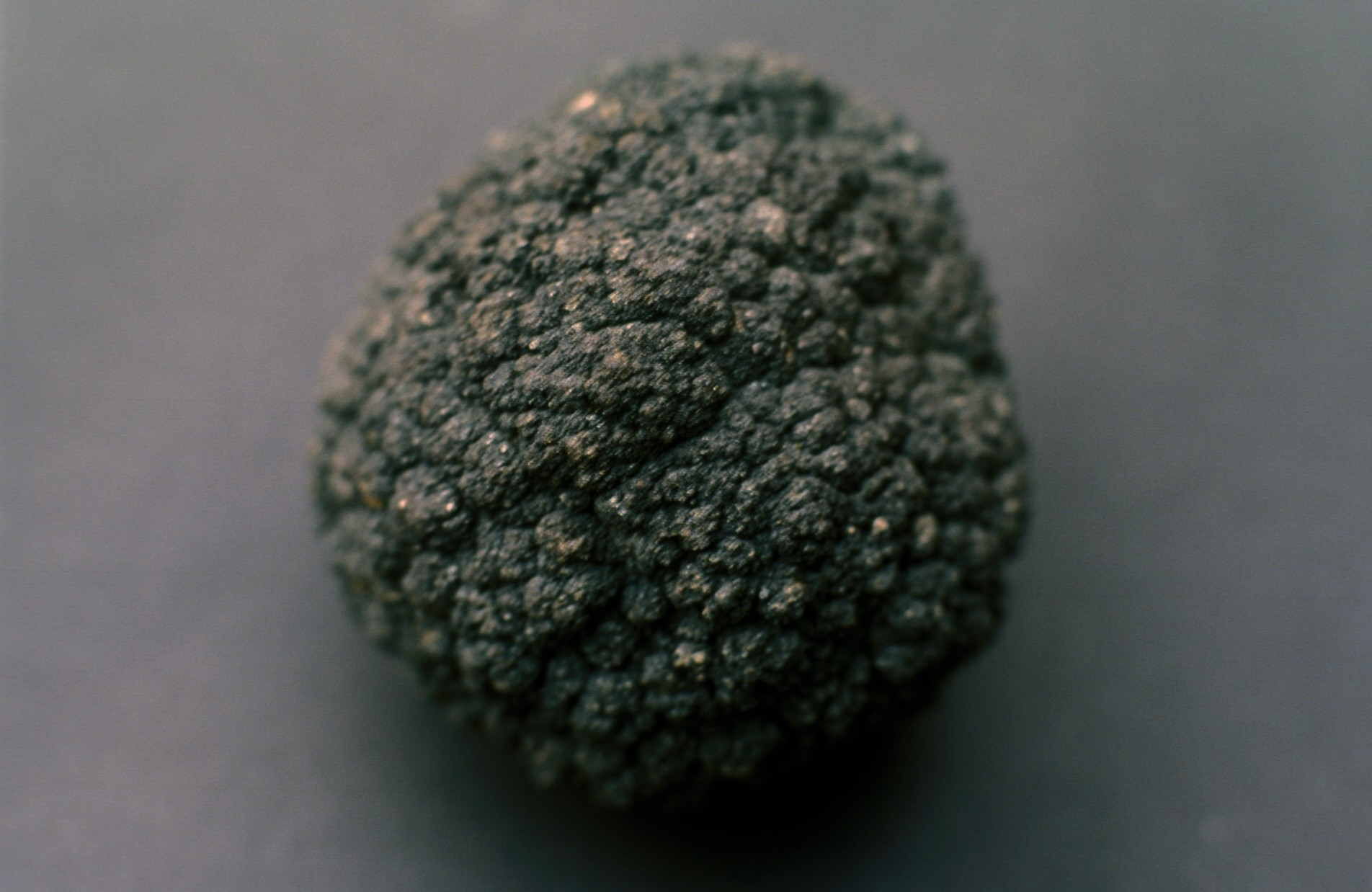
Nòdul de manganès de 20 cm de diàmetre

Els nòduls presenten variació en la seva mida, des de petites partícules que només es veuen sota un microscopi a tenir un diàmetre de més de 20 cm. Tanmateix la majoria dels nòduls es troben entre els 5 i 10 cm de diàmetre (de la mida d'una patata). La seva superfície generalment és llisa, de vegades rugosa, amb nusos o irregular. La part de sota del nòdul, enterrada en el sedient és generalment més rugosa que la part de dalt.

## Creixement i composició
El creixement dels nòduls és un dels fenòmens més lents de tots els de la geologia – dins un ordre d'un centímetre en uns quants milions d'anys. Diversos processos estan implicats en la formació de nòduls, incloent-hi la precipitació de metalls de l'hidrogen de l'aigua del mar, la remobilització del manganès en la columna d'aigua (per diagènesi), la deriva de metalls de les surgències calentes marines associades amb activitat volcànica (hidrotermal), la descomposició de residus basàltics per l'aigua de mar (halmirolítica) i la precipitació d'hidròxids de metalls per l'activitat de microorganismes (biogènica). Poden operar diversos d'aquests processos a la vegada o anar seguits un darrere l'altre durant la formació del nòdul.

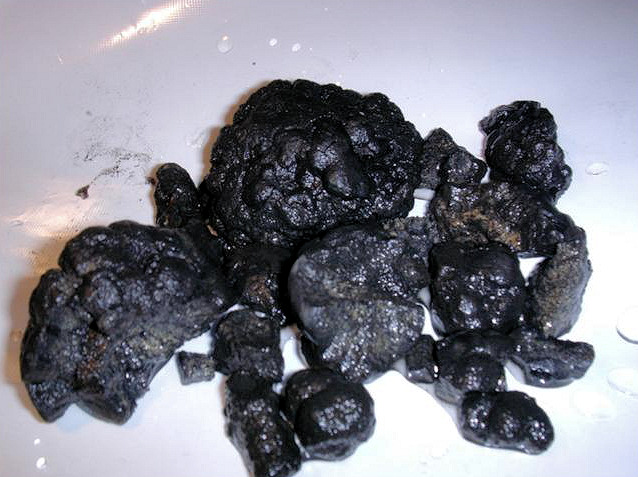
Nòduls polimetàl·lics de diferents tipus i els seus fragments

La composició química dels nòduls varia d'acord amb els tipus de minerals de manganès i la mida i característiques del nucli. Els de més interès econòmic contenen manganès (27-30%), níquel (1.25-1,5%), coure (1-1,4%) i cobalt (0.2-0,25%). Altres inclouen ferro (6%), silici (5%) i alumini (3%), amb quantitats menors de calci, sodi, magnesi, potassi, titani i bari, junt amb hidrogen i oxigen.

## Aparició
Els nòduls dels sediments del llit marí sovint es troben parcialment o completa enterrats. Varien molt en abundància, en alguns casos es toquen els uns amb els altres i cobreixen més del 70% del llit marí. S'estimà, l'any 1981, que la quantitat total de nòduls polimetàl·lics al llit marí és de 500 mil milions de tones (segons Alan A. Archer del Museu Geològic de Londres). Es poden trobar a qualsevol fondària incloent llacs, però les concentracions més extenses es troben a la plana abissal entre 4.000 i 6.000 m de fondària.
Els nòduls polimetàl·lics van ser descoberts l'any 1868 en el Mar de Kara, a l'oceà Àrtic de Sibèria. Després es van trobar en la majoria dels oceans del món. Els nòduls d'interès econòmic es troben en tres zones: el centre nord de l'oceà Pacífic, la conca de Perú i en l'oceà Índic.

## Impacte ambiental
La mineria de nòduls podria afectar molts milers de km² de l'ecosistema de les aigües profundes amb conseqüències negatives.